# Australie aux Jeux olympiques d'hiver de 1988
L'Australie participe aux Jeux olympiques d'hiver de 1988, qui ont lieu à Calgary au Canada. Ce pays, représenté par 19 athlètes, prend part aux Jeux d'hiver pour la onzième fois de son histoire. Il ne remporte pas de médaille.

## Résultats

### Biathlon
Hommes
| Épreuve      | Athlète     | Manquées 1 | Temps         | Rang |
| ------------ | ----------- | ---------- | ------------- | ---- |
| Sprint 10 km | Andrew Paul | 1          | 30 min 36 s 6 | 62   |

| Épreuve | Athlète     | Temps             | Manquées | Temps ajusté2     | Rang |
| ------- | ----------- | ----------------- | -------- | ----------------- | ---- |
| 20 km   | Andrew Paul | 1 h 02 min 59 s 3 | 6        | 1 h 08 min 59 s 3 | 57   |

### Bobsleigh
| Bob   | Athlètes                    | Épreuve           | Manche 1      | Manche 1 | Manche 2      | Manche 2 | Manche 3      | Manche 3 | Manche 4      | Manche 4 | Total         | Total |
| Bob   | Athlètes                    | Épreuve           | Temps         | Rang     | Temps         | Rang     | Temps         | Rang     | Temps         | Rang     | Temps         | Rang  |
| ----- | --------------------------- | ----------------- | ------------- | -------- | ------------- | -------- | ------------- | -------- | ------------- | -------- | ------------- | ----- |
| AUS-1 | Simon Dodd Adrian Di Piazza | Bob à deux hommes | 1 min 00 s 03 | 33       | 1 min 00 s 94 | 31       | 1 min 01 s 23 | 21       | 1 min 00 s 41 | 23       | 4 min 02 s 61 | 26    |
| AUS-2 | Martin Harland Angus Stuart | Bob à deux hommes | 59 s 21       | 26       | 1 min 00 s 15 | 18       | 1 min 01 s 38 | 24       | 1 min 00 s 49 | 24       | 4 min 01 s 23 | 23    |

| Bob | Athlètes                                                 | Épreuve             | Manche 1 | Manche 1 | Manche 2 | Manche 2 | Manche 3 | Manche 3 | Manche 4 | Manche 4 | Total         | Total |
| Bob | Athlètes                                                 | Épreuve             | Temps    | Rang     | Temps    | Rang     | Temps    | Rang     | Temps    | Rang     | Temps         | Rang  |
| --- | -------------------------------------------------------- | ------------------- | -------- | -------- | -------- | -------- | -------- | -------- | -------- | -------- | ------------- | ----- |
| AUS | Stephen Craig Adrian Di Piazza Simon Dodd Martin Harland | Bob à quatre hommes | 58 s 20  | 25       | 58 s 87  | 22       | 57 s 25  | 16       | 59 s 02  | 24       | 3 min 53 s 34 | 23    |

### Patinage artistique
Homme
| Athlète          | CF   | SP  | FS   | TFP  | Rang |
| ---------------- | ---- | --- | ---- | ---- | ---- |
| Cameron Medhurst | 10,8 | 6,4 | 20,0 | 37,2 | 19   |

Femme
| Athlète     | CF   | SP  | FS  | TFP | Rang |
| ----------- | ---- | --- | --- | --- | ---- |
| Tracy Brook | 15,6 | 9,2 | DNQ | DNQ | –    |

Dance sur glace
| Athlètes                          | CF   | OSPDFP | FDFP | TFP  | Rang |
| --------------------------------- | ---- | ------ | ---- | ---- | ---- |
| Rodney Clarke et Monica MacDonald | 12,0 | 8,0    | 20,0 | 40,0 | 20   |

DNQ = Non qualifié

### Patinage de vitesse
Hommes
| Épreuve  | Athlète            | Course         | Course |
| Épreuve  | Athlète            | Temps          | Rang   |
| -------- | ------------------ | -------------- | ------ |
| 500 m    | Mike Richmond      | 37 s 77        | 23     |
| 1 000 m  | Mike Richmond      | 1 min 14 s 61  | 14     |
| 1 000 m  | Phillip Tahmindjis | 1 min 16 s 38  | 31     |
| 1 500 m  | Danny Kah          | 1 min 55 s 19  | 14     |
| 1 500 m  | Mike Richmond      | 1 min 54 s 95  | 12     |
| 1 500 m  | Phillip Tahmindjis | 1 min 57 s 63  | 32     |
| 5 000 m  | Danny Kah          | 6 min 52 s 14  | 10     |
| 10 000 m | Colin Coates       | 14 min 41 s 88 | 26     |

### Ski alpin
Hommes
| Athlète         | Épreuve      | Course 1      | Course 2      | Total         | Total |
| Athlète         | Épreuve      | Temps         | Temps         | Temps         | Rang  |
| --------------- | ------------ | ------------- | ------------- | ------------- | ----- |
| Peter Forras    | Descente     |               |               | DNF           | –     |
| Steven Lee      | Descente     |               |               | 2 min 04 s 46 | 22    |
| Richard Biggins | Super-G      |               |               | 1 min 47 s 38 | 31    |
| Steven Lee      | Super-G      |               |               | DNF           | –     |
| Richard Biggins | Slalom géant | 1 min 09 s 33 | 1 min 06 s 15 | 2 min 15 s 48 | 32    |
| Steven Lee      | Slalom géant | 1 min 10 s 64 | 1 min 06 s 90 | 2 min 17 s 54 | 36    |
| Richard Biggins | Slalom       | DNF           | –             | DNF           | –     |

Combiné hommes
| Athlète      | Descente | Slalom  | Slalom  | Total  | Total |
| Athlète      | Temps    | Temps 1 | Temps 2 | Points | Rang  |
| ------------ | -------- | ------- | ------- | ------ | ----- |
| Peter Forras | DSQ      | DNF     | –       | DNF    | –     |
| Steven Lee   | DSQ      | –       | –       | DNF    | –     |

DSQ = Disqualifié, DNF = N'a pas terminé

### Ski de fond
Hommes
| Épreuve | Athlète       | Course            | Course |
| Épreuve | Athlète       | Temps             | Rang   |
| ------- | ------------- | ----------------- | ------ |
| 15 km   | Chris Heberle | 45 min 19 s 5     | 33     |
| 15 km   | David Hislop  | 50 min 19 s 8     | 70     |
| 30 km   | Chris Heberle | 1 h 34 min 25 s 6 | 45     |
| 30 km   | David Hislop  | 1 h 38 min 48 s 8 | 62     |
| 50 km   | David Hislop  | DNS               | –      |

DNS = N'a pas commencé